# Будкін Віктор Сергійович

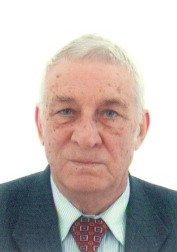
Будкін Віктор Сергійович

Віктор Сергійович Будкін (13 листопада 1932 — 23 червня 2016) — український учений-економіст. Доктор економічних наук, професор. Академік АН ВШ України з 2008 р.

## Біографія
У 1955 р. закінчив відділення міжнародних відносин Київського державного університету ім. Т. Г. Шевченка. У 1950—1975 рр. навчався та працював в цьому університеті, пройшовши шлях від студента та аспіранта до проректора з навчальної роботи серед іноземців. Після короткої роботи в Київській ВПШ з 1980 р. працював в Національній Академії наук України на посадах завідувача відділів в Інституті соціальних і економічних проблем зарубіжних країн та в Інституті світової економіки і міжнародних відносин. З 2002 р. — на посаді головного наукового співробітника ІСЕМВ НАН України. Всі ці роки працював за сумісництвом на посаді професора в Інституті міжнародних відносин Київського національного університету ім. Т. Шевченка, а у 1998—2002 рр. — завідувача кафедри міжнародної економіки Національної Академії управління. У 2007—2008 рр. також очолював кафедру у Національному авіаційному університеті, де працює до цього часу на посаді професора.
Засновник двох кафедр міжнародної економіки — у 1974 р. в Київському державному університеті ім. Т. Шевченка та у 1999 р. — в Національній академії управління. Доктор економічних наук (1972), професор (1973).

## Наукова діяльність
Сфера наукових інтересів — транскордонне економічне співробітництво, Україна в системі міжнародних відносин, економічні та політичні проблеми розвитку нових незалежних держав, міжнародний досвід інноваційного розвитку.

## Наукові праці
Автор понад 300 друкованих праць, в тому числі монографій, розділів підручників, статей, методичних розробок для навчального процесу, а також тез міжнародних і національних конференцій.

## Науково-педагогічна діяльність
Підготував 26 кандидатів наук, 8 з яких захистили докторські дисертації.
У 1995—1997 рр. був керівником групи українських, німецьких та англійських виконавців проекту ТАСІС «Лібералізація зовнішньої торгівлі України». У 1998—1999 рр. виконував науковий проект «Економічні аспекти відносин між Україною та НАТО» за міжнародною програмою НАТО «Наука заради миру».

## Науково-редакційна діяльність
З 1982 р. є членом редколегії провідного вітчизняного економічного журналу «Економіка України», включений до редколегій ще трьох журналів. У 2004—2008 рр. був членом експертної комісії ВАК України. Очолював раду по захисту докторських дисертацій в ІСЕМВ НАН України, нині є членом таких же рад у ІСЕМВ НАН України та в Національному авіаційному університеті. Заслужений діяч науки і техніки України (1998).